# Campeonato Ecuatoriano de Fútbol 2001
El Campeonato Ecuatoriano de Fútbol 2001, conocido oficialmente como «Campeonato Nacional de Fútbol 2001», fue la 43.ª edición de la Serie A del Campeonato nacional de fútbol profesional en Ecuador. La competencia se celebró del 17 de febrero al 23 de diciembre de 2001. El torneo fue organizado por la Federación Ecuatoriana de Fútbol y contó con la participación de diez equipos de fútbol.
En este año Emelec se coronó campeón por novena vez en su historia.
También este año fue la sorpresa de Liga Deportiva Universitaria el gran ausente en la Serie A del Fútbol Ecuatoriano de 2001 por primera y única vez en este año y Liga Deportiva Universitaria el gran ausente en la Serie A del Fútbol Ecuatoriano por última vez en la historia y por primera y única vez en el siglo XXI y III milenio ambos desde 1978, la ciudad de Quito la capital del país se quedó sin Liga Deportiva Universitaria en la primera división solamente quedó 4 equipos de la capital en la misma al igual que 1962, 1963, 1964, 1965, 1967, 1972, 1973, Segunda Etapa de 1974, Primera Etapa de 1978, Primera Etapa de 1980, Primera Etapa de 1982, 1989, Primera Etapa de 1990, 1991, Segunda Etapa de 1992 y 1993 y la provincia de Pichincha se quedó sin Liga de Quito en la primera división solamente quedó 4 equipos de dicha provincia en la misma al igual que 1962, 1963, 1964, 1965, 1967, 1972, 1973, Segunda Etapa de 1974, Primera Etapa de 1978, Primera Etapa de 1980, Primera Etapa de 1982, 1989, Primera Etapa de 1990, 1991, Segunda Etapa de 1992 y 1993, Por su parte, Por tercer año consecutivo y tercera vez consecutiva y por segunda vez en el siglo XXI y III milenio desde 1999, la ciudad de Guayaquil quedó 2 equipos de dicha ciudad en la primera división por segunda vez en el siglo XXI y III milenio desde 2000 al igual que 1957, 1972, 1974, Segunda Etapa de 1975, Segunda Etapa de 1976, 1977, Primera Etapa de 1978, 1979, Primera Etapa de 1981, 1996, 1999 y 2000 y la provincia del Guayas quedó 2 equipos de dicha provincia en la misma por segunda vez en el siglo XXI y III milenio desde 2000 al igual que 1957, 1972, 1974, Segunda Etapa de 1975, Segunda Etapa de 1976, 1977, Primera Etapa de 1978, 1979, Primera Etapa de 1981, 1996, 1999 y 2000 y también en esta edición del torneo, Por segundo año consecutivo y segunda vez consecutiva Deportivo Cuenca el gran ausente en la Serie A del Fútbol Ecuatoriano por primera y única vez en este año y Deportivo Cuenca el gran ausente en la Serie A del Fútbol Ecuatoriano por última vez en la historia hasta 2001 y por primera y única vez en el siglo XXI y III milenio y por primera y última vez en la década de los 2000 ambos desde 1995 y la ciudad de se quedó sin fútbol de primera división solamente quedó ningún equipo de la capital azuaya en la máxima categoría al igual que 1971 y la provincia del Azuay se quedó sin fútbol de primera división solamente quedó ningún equipo de dicha provincia en la máxima categoría al igual que 1972, Segunda Etapa de 1980, 1982, 1983, 1984, 1995 y 2000.
Liga Deportiva Universitaria y Técnico Universitario habían descendido a la Serie B de Ecuador la temporada anterior.
Esta edición tuvo la particularidad de que no contó con la Liga Deportiva Universitaria, que jugó en la Serie B, segunda división del fútbol ecuatoriano, tras haber sufrido su tercer y último descenso histórico, después de haber permanecido en la Serie A ininterrumpidamente desde 1979. En cambio, por primera vez en los últimos 23 años, la Liga Deportiva Universitaria no participó en la máxima categoría.

## Antecedentes
Olmedo clasificó campeón nacional de fútbol por primera y única vez en el 2000, ocupó en quinto lugar de la Tabla acumulada del Campeonato Nacional del 2000, ocupó en tercer lugar de la Tabla General del Campeonato Nacional del 2000 y clasificó a la Copa Libertadores 2001 disputando el antepenúltimo partido del equipo riobambeño en la temporada del 2000 contra Aucas el resultado fue el empate de los dos equipos 1 a 1 con dos fechas de antelación disputado el 17 de diciembre del 2000 en el Estadio Chillogallo.
El Nacional clasificó subcampeón nacional de fútbol por segunda vez consecutiva y por sexta vez en el 2000, ocupó en primer lugar de la Tabla acumulada del Campeonato Nacional del 2000 y la Tabla General del Campeonato Nacional del 2000 y clasificó a la Copa Libertadores 2001 disputando el último partido del equipo militar en la temporada del 2000 contra Barcelona el resultado fue la victoria del equipo militar sobre el equipo torero por 1 a 0 disputado el 23 de diciembre del 2000 en el Estadio Olímpico Atahualpa.
Emelec ocupó en tercer lugar de la Liguilla final del Campeonato Nacional del 2000, ocupó en segundo lugar de la Tabla acumulada del Campeonato Nacional del 2000 y la Tabla General del Campeonato Nacional del 2000 y clasificó a la Copa Libertadores 2001 disputando el último partido del equipo millonario en la temporada del 2000 contra Olmedo (que a la postre se coronó campeón nacional) el resultado fue la victoria del equipo millonario sobre el equipo riobambeño por 4 a 1 disputado el 23 de diciembre del 2000 en el Estadio George Capwell.
Aucas ocupó en cuarto lugar de la Liguilla final del Campeonato Nacional del 2000, ocupó en cuarto lugar de la Tabla acumulada del Campeonato Nacional del 2000 y la Tabla General del Campeonato Nacional del 2000 y clasificó a la Copa Merconorte 2001 disputando el último partido del equipo oriental en la temporada del 2000 contra Espoli fue el empate de los dos equipos 2 a 2 disputado el 23 de diciembre del 2000 en el Estadio Olímpico Atahualpa.
Barcelona ocupó en quinto lugar de la Liguilla final del Campeonato Nacional del 2000, ocupó en octavo lugar de la Tabla acumulada del Campeonato Nacional del 2000 y ocupó en quinto lugar de la Tabla General del Campeonato Nacional del 2000 disputando el último partido del equipo torero en la temporada del 2000 contra El Nacional el resultado fue la derrota del equipo torero sobre el equipo militar por 1 a 0 disputado el 23 de diciembre del 2000 en el Estadio Olímpico Atahualpa.
Espoli ocupó en sexto lugar de la Liguilla final del Campeonato Nacional del 2000, ocupó en tercer lugar de la Tabla acumulada del Campeonato Nacional del 2000 y ocupó en sexto lugar de la Tabla General del Campeonato Nacional del 2000 disputando el último partido del equipo policial en la temporada del 2000 contra Aucas fue el empate de los dos equipos 2 a 2 disputado el 23 de diciembre del 2000 en el Estadio Olímpico Atahualpa.
Macará ocupó en sexto lugar de la Tabla acumulada del Campeonato Nacional del 2000 y ocupó en séptimo lugar de la Tabla General del Campeonato Nacional del 2000 disputando el último partido del equipo celeste en la temporada del 2000 contra Barcelona (que a la postre se evitó el descenso) el resultado fue la derrota del equipo celeste sobre el equipo torero por 1 a 0 disputado el 5 de noviembre del 2000 en el Estadio Bellavista de Ambato, ya que la victoria del Deportivo Quito ante Aucas en Quito a favor del conjunto azulgrana (que a la postre también se evitó el descenso) con una nueva exhibición de Fabián Bustos hacía inútil el empate del bicampeón ecuatoriano Liga de Quito frente al Olmedo condenando a los albos al último descenso de categoría en el Estadio Casa Blanca de la capital del país.
Deportivo Quito ocupó en séptimo lugar de la Tabla acumulada del Campeonato Nacional del 2000 y ocupó en octavo lugar de la Tabla General del Campeonato Nacional del 2000 disputando el último partido del equipo chulla en la temporada del 2000 contra Aucas el resultado fue la victoria del equipo chulla sobre el equipo oriental por 3 a 1 disputado el 5 de noviembre del 2000 en el Estadio Olímpico Atahualpa.
Liga de Portoviejo había abandonado la Serie A para descender a la Serie B disputando el último partido del equipo portovejense en la temporada de 1996 contra Liga de Quito (su tocayo quiteño, otra Liga) en el Segundo Clásico Universitario Ecuatoriano (otro Clásico Universitario Ecuatoriano) el resultado fue la derrota del equipo portovejense sobre el equipo albo por 6 a 0 llevando el cuadro portovejense al descenso a la Serie B de la temporada 1997 disputado el 8 de diciembre de 1996 en el Estadio Olímpico Atahualpa (su último partido de Liga como local en el Coloso de El Batán casi 3 meses antes de trasladar al nuevo Estadio Rodrigo Paz Delgado inaugurado el 6 de marzo de 1997) hace casi 5 años atrás, ahora retornó a la Serie A después de 5 años en reemplazo del descendido Liga de Quito (su mismo tocayo quiteño, otra misma Liga).
Delfín había abandonado la Serie A para descender a la Serie B disputando el último partido del equipo cetáceo del equipo en la temporada de 1999 contra Aucas el resultado fue la victoria del equipo cetáceo sobre el equipo oriental por 2 a 1 llevando el cuadro cetáceo al descenso a la Serie B de la temporada 2000 disputado el 5 de diciembre de 1999 en el Estadio Jocay de Manta hace casi 2 años atrás, ahora retornó a la Serie A después de 2 años en reemplazo del descendido Técnico Universitario.

## Sistema de juego
Por segundo año consecutivo, se repitió exactamente el formato previo: 3 etapas; en la liguilla se disputó el título; el segundo y el tercero se sumaron a la Copa Libertadores.

## Relevo anual de clubes
| Pos | Ascendidos a la Serie A                    |
| --- | ------------------------------------------ |
| 1.º | Liga de Portoviejo (Campeón de la Serie B) |
| 2.º | Delfín (Subcampeón de la Serie B)          |

| Pos  | Descendidos a la Serie B                                    |
| ---- | ----------------------------------------------------------- |
| 9.º  | Liga de Quito (Penúltimo puesto de la Tabla acumulada)      |
| 10.º | Técnico Universitario (Último puesto de la Tabla acumulada) |

## Equipos participantes
Tomaron parte en las competición 10 equipos, entre ellos se destaca el retorno de los históricos Liga Deportiva Universitaria de Portoviejo, tras 5 años ausente de la categoría y Delfín Sporting Club, tras 2 años ausente de la categoría.
| Equipo             | Ciudad                                                                      | Provincia                                 |
| ------------------ | --------------------------------------------------------------------------- | ----------------------------------------- |
| Aucas              | Quito                                                                       | Bandera de Pichincha Pichincha            |
| Barcelona          | Guayaquil                                                                   | Guayas                                    |
| Delfín             | [[Archivo:\|20x20px\|border\|Bandera de Manta]] Manta / Machala / Guayaquil | Manabí / El Oro / Guayas                  |
| Deportivo Quito    | Quito / [[Archivo:\|20x20px\|border\|Bandera de Ibarra]] Ibarra             | Bandera de Pichincha Pichincha / Imbabura |
| El Nacional        | Quito                                                                       | Bandera de Pichincha Pichincha            |
| Emelec             | Guayaquil                                                                   | Guayas                                    |
| Espoli             | Quito                                                                       | Bandera de Pichincha Pichincha            |
| Liga de Portoviejo | Portoviejo                                                                  | Manabí                                    |
| Macará             | Ambato                                                                      | Tungurahua                                |
| Olmedo             | Riobamba                                                                    | Bandera de Chimborazo Chimborazo          |

## Equipos por ubicación geográfica
| Provincia                        | N.º | Equipos                                          |
| -------------------------------- | --- | ------------------------------------------------ |
| Bandera de Pichincha Pichincha   | 4   | - Aucas - Deportivo Quito - El Nacional - Espoli |
| Guayas                           | 2   | - Barcelona - Emelec                             |
| Manabí                           | 2   | - Delfín - Liga de Portoviejo                    |
| Bandera de Chimborazo Chimborazo | 1   | - Olmedo                                         |
| Tungurahua                       | 1   | - Macará                                         |

| Delfín Liga de Portoviejo Barcelona Emelec Espoli El Nacional Deportivo Quito Aucas Olmedo Macará |

## Primera etapa

### Partidos y resultados
| Fecha 1       | Fecha 1         | Fecha 1   | Fecha 1            |
| Fecha         | Equipo Local    | Resultado | Equipo Visitante   |
| ------------- | --------------- | --------- | ------------------ |
| 17 de febrero | Espoli          | 2 - 0     | Liga de Portoviejo |
| 17 de febrero | Deportivo Quito | 2 - 1     | Macará             |
| 18 de febrero | Barcelona       | 1 - 1     | Aucas              |
| 18 de febrero | Delfín          | 2 - 2     | El Nacional        |
| 18 de febrero | Olmedo          | 2 - 0     | Emelec             |

| Fecha 2       | Fecha 2            | Fecha 2   | Fecha 2          |
| Fecha         | Equipo Local       | Resultado | Equipo Visitante |
| ------------- | ------------------ | --------- | ---------------- |
| 21 de febrero | El Nacional        | 3 - 1     | Barcelona        |
| 21 de febrero | Aucas              | 2 - 1     | Delfín           |
| 21 de febrero | Macará             | 0 - 1     | Espoli           |
| 21 de febrero | Liga de Portoviejo | 0 - 1     | Olmedo           |
| 22 de febrero | Emelec             | 3 - 1     | Deportivo Quito  |

| Fecha 3       | Fecha 3         | Fecha 3   | Fecha 3            |
| Fecha         | Equipo Local    | Resultado | Equipo Visitante   |
| ------------- | --------------- | --------- | ------------------ |
| 24 de febrero | Olmedo          | 2 - 5     | El Nacional        |
| 24 de febrero | Delfín          | 0 - 0     | Emelec             |
| 25 de febrero | Espoli          | 1 - 0     | Aucas              |
| 25 de febrero | Barcelona       | 1 - 1     | Macará             |
| 25 de febrero | Deportivo Quito | 1 - 0     | Liga de Portoviejo |

| Fecha 4    | Fecha 4            | Fecha 4   | Fecha 4          |
| Fecha      | Equipo Local       | Resultado | Equipo Visitante |
| ---------- | ------------------ | --------- | ---------------- |
| 3 de marzo | Macará             | 2 - 1     | Olmedo           |
| 3 de marzo | Emelec             | 3 - 4     | El Nacional      |
| 4 de marzo | Aucas              | 1 - 0     | Deportivo Quito  |
| 4 de marzo | Espoli             | 4 - 1     | Delfín           |
| 4 de marzo | Liga de Portoviejo | 1 - 0     | Barcelona        |

| Fecha 5     | Fecha 5         | Fecha 5   | Fecha 5            |
| Fecha       | Equipo Local    | Resultado | Equipo Visitante   |
| ----------- | --------------- | --------- | ------------------ |
| 10 de marzo | El Nacional     | 4 - 1     | Liga de Portoviejo |
| 10 de marzo | Olmedo          | 0 - 0     | Aucas              |
| 11 de marzo | Deportivo Quito | 2 - 5     | Espoli             |
| 11 de marzo | Delfín          | 2 - 1     | Macará             |
| 11 de marzo | Barcelona       | 0 - 0     | Emelec             |

| Fecha 6     | Fecha 6            | Fecha 6   | Fecha 6          |
| Fecha       | Equipo Local       | Resultado | Equipo Visitante |
| ----------- | ------------------ | --------- | ---------------- |
| 17 de marzo | Aucas              | 2 - 1     | El Nacional      |
| 18 de marzo | Espoli             | 4 - 0     | Olmedo           |
| 18 de marzo | Macará             | 4 - 0     | Emelec           |
| 18 de marzo | Liga de Portoviejo | 3 - 2     | Delfín           |
| 18 de marzo | Barcelona          | 2 - 0     | Deportivo Quito  |

| Fecha 7     | Fecha 7            | Fecha 7   | Fecha 7          |
| Fecha       | Equipo Local       | Resultado | Equipo Visitante |
| ----------- | ------------------ | --------- | ---------------- |
| 30 de marzo | Emelec             | 2 - 1     | Espoli           |
| 31 de marzo | Deportivo Quito    | 2 - 3     | Delfín           |
| 1 de abril  | El Nacional        | 0 - 1     | Macará           |
| 1 de abril  | Olmedo             | 1 - 0     | Barcelona        |
| 1 de abril  | Liga de Portoviejo | 1 - 1     | Aucas            |

| Fecha 8    | Fecha 8      | Fecha 8   | Fecha 8            |
| Fecha      | Equipo Local | Resultado | Equipo Visitante   |
| ---------- | ------------ | --------- | ------------------ |
| 6 de abril | El Nacional  | 1 - 0     | Deportivo Quito    |
| 8 de abril | Aucas        | 3 - 0     | Emelec             |
| 8 de abril | Macará       | 1 - 0     | Liga de Portoviejo |
| 8 de abril | Delfín       | 0 - 0     | Olmedo             |
| 8 de abril | Barcelona    | 1 - 1     | Espoli             |

| Fecha 9     | Fecha 9      | Fecha 9   | Fecha 9            |
| Fecha       | Equipo Local | Resultado | Equipo Visitante   |
| ----------- | ------------ | --------- | ------------------ |
| 13 de abril | Olmedo       | 4 - 1     | Deportivo Quito    |
| 14 de abril | Espoli       | 1 - 2     | El Nacional        |
| 15 de abril | Emelec       | 0 - 0     | Liga de Portoviejo |
| 15 de abril | Aucas        | 1 - 1     | Macará             |
| 15 de abril | Delfín       | 2 - 1     | Barcelona          |

| Fecha 10    | Fecha 10           | Fecha 10  | Fecha 10         |
| Fecha       | Equipo Local       | Resultado | Equipo Visitante |
| ----------- | ------------------ | --------- | ---------------- |
| 28 de abril | El Nacional        | 2 - 2     | Espoli           |
| 29 de abril | Deportivo Quito    | 2 - 3     | Olmedo           |
| 29 de abril | Liga de Portoviejo | 2 - 4     | Emelec           |
| 29 de abril | Macará             | 0 - 0     | Aucas            |
| 29 de abril | Barcelona          | 1 - 1     | Delfín           |

| Fecha 11  | Fecha 11           | Fecha 11  | Fecha 11         |
| Fecha     | Equipo Local       | Resultado | Equipo Visitante |
| --------- | ------------------ | --------- | ---------------- |
| 5 de mayo | Emelec             | 1 - 1     | Aucas            |
| 6 de mayo | Espoli             | 2 - 1     | Barcelona        |
| 6 de mayo | Deportivo Quito    | 0 - 0     | El Nacional      |
| 6 de mayo | Liga de Portoviejo | 2 - 0     | Macará           |
| 9 de mayo | Olmedo             | 3 - 0     | Delfín           |

| Fecha 12   | Fecha 12     | Fecha 12  | Fecha 12           |
| Fecha      | Equipo Local | Resultado | Equipo Visitante   |
| ---------- | ------------ | --------- | ------------------ |
| 11 de mayo | Macará       | 1 - 2     | El Nacional        |
| 13 de mayo | Espoli       | 2 - 0     | Emelec             |
| 13 de mayo | Delfín       | 3 - 0     | Deportivo Quito    |
| 13 de mayo | Aucas        | 1 - 1     | Liga de Portoviejo |
| 13 de mayo | Barcelona    | 3 - 1     | Olmedo             |

| Fecha 13   | Fecha 13        | Fecha 13  | Fecha 13           |
| Fecha      | Equipo Local    | Resultado | Equipo Visitante   |
| ---------- | --------------- | --------- | ------------------ |
| 18 de mayo | Deportivo Quito | 0 - 2     | Barcelona          |
| 20 de mayo | El Nacional     | 0 - 0     | Aucas              |
| 20 de mayo | Olmedo          | 3 - 1     | Espoli             |
| 20 de mayo | Emelec          | 2 - 2     | Macará             |
| 20 de mayo | Delfín          | 2 - 1     | Liga de Portoviejo |

| Fecha 14   | Fecha 14           | Fecha 14  | Fecha 14         |
| Fecha      | Equipo Local       | Resultado | Equipo Visitante |
| ---------- | ------------------ | --------- | ---------------- |
| 23 de mayo | Emelec             | 1 - 0     | Barcelona        |
| 23 de mayo | Espoli             | 1 - 1     | Deportivo Quito  |
| 23 de mayo | Liga de Portoviejo | 0 - 1     | El Nacional      |
| 23 de mayo | Aucas              | 1 - 3     | Olmedo           |
| 23 de mayo | Macará             | 3 - 0     | Delfín           |

| Fecha 15    | Fecha 15        | Fecha 15  | Fecha 15           |
| Fecha       | Equipo Local    | Resultado | Equipo Visitante   |
| ----------- | --------------- | --------- | ------------------ |
| 10 de junio | El Nacional     | 3 - 2     | Emelec             |
| 10 de junio | Deportivo Quito | 2 - 0     | Aucas              |
| 10 de junio | Delfín          | 1 - 1     | Espoli             |
| 10 de junio | Olmedo          | 1 - 0     | Macará             |
| 10 de junio | Barcelona       | 3 - 2     | Liga de Portoviejo |

| Fecha 16    | Fecha 16           | Fecha 16  | Fecha 16         |
| Fecha       | Equipo Local       | Resultado | Equipo Visitante |
| ----------- | ------------------ | --------- | ---------------- |
| 16 de junio | El Nacional        | 1 - 0     | Olmedo           |
| 17 de junio | Macará             | 1 - 0     | Barcelona        |
| 17 de junio | Aucas              | 0 - 0     | Espoli           |
| 17 de junio | Liga de Portoviejo | 1 - 0     | Deportivo Quito  |
| 17 de junio | Emelec             | 3 - 1     | Delfín           |

| Fecha 17    | Fecha 17        | Fecha 17  | Fecha 17           |
| Fecha       | Equipo Local    | Resultado | Equipo Visitante   |
| ----------- | --------------- | --------- | ------------------ |
| 20 de junio | Barcelona       | 1 - 0     | El Nacional        |
| 20 de junio | Delfín          | 1 - 2     | Aucas              |
| 20 de junio | Espoli          | 4 - 3     | Macará             |
| 20 de junio | Olmedo          | 1 - 0     | Liga de Portoviejo |
| 20 de junio | Deportivo Quito | 1 - 1     | Emelec             |

| Fecha 18    | Fecha 18           | Fecha 18  | Fecha 18         |
| Fecha       | Equipo Local       | Resultado | Equipo Visitante |
| ----------- | ------------------ | --------- | ---------------- |
| 24 de junio | Liga de Portoviejo | 3 - 1     | Espoli           |
| 24 de junio | Macará             | 3 - 1     | Deportivo Quito  |
| 24 de junio | Aucas              | 0 - 0     | Barcelona        |
| 24 de junio | El Nacional        | 2 - 1     | Delfín           |
| 24 de junio | Emelec             | 3 - 1     | Olmedo           |

### Tabla de posiciones
|  |  |     | Equipo             | PJ | PG | PE | PP | GF | GC | DG  | PTS | PB |
|  |  | --- | ------------------ | -- | -- | -- | -- | -- | -- | --- | --- | -- |
|  |  | 1.  | El Nacional        | 18 | 11 | 4  | 3  | 33 | 20 | +13 | 37  | 3  |
|  |  | 2.  | Espoli             | 18 | 9  | 5  | 4  | 34 | 22 | +12 | 32  | 2  |
|  |  | 3.  | Olmedo             | 18 | 10 | 2  | 6  | 27 | 23 | +4  | 32  | 1  |
|  |  | 4.  | Macará             | 18 | 7  | 4  | 7  | 25 | 20 | +5  | 25  |    |
|  |  | 5.  | Aucas              | 18 | 5  | 10 | 3  | 16 | 13 | +3  | 25  |    |
|  |  | 6.  | Emelec             | 18 | 6  | 6  | 6  | 25 | 28 | -3  | 24  |    |
|  |  | 7.  | Barcelona          | 18 | 5  | 6  | 7  | 18 | 18 | 0   | 21  |    |
|  |  | 8.  | Delfín             | 18 | 5  | 5  | 8  | 22 | 31 | -9  | 20  |    |
|  |  | 9.  | Liga de Portoviejo | 18 | 4  | 4  | 10 | 17 | 25 | -8  | 16  |    |
|  |  | 10. | Deportivo Quito    | 18 | 3  | 4  | 11 | 16 | 33 | -17 | 13  |    |

PJ = Partidos jugados; PG = Partidos ganados; PE = Partidos empatados; PP = Partidos perdidos; GF = Goles a favor; GC = Goles en contra; DG = Diferencia de gol; PTS = Puntos; PB = Puntos de bonificación
|  | Clasificaron a la Liguilla Final. |

## Segunda etapa

### Partidos y resultados
| Fecha 1     | Fecha 1         | Fecha 1   | Fecha 1            |
| Fecha       | Equipo Local    | Resultado | Equipo Visitante   |
| ----------- | --------------- | --------- | ------------------ |
| 1 de agosto | Espoli          | 4 - 1     | Liga de Portoviejo |
| 1 de agosto | Deportivo Quito | 2 - 1     | Macará             |
| 1 de agosto | Delfín          | 1 - 2     | El Nacional        |
| 1 de agosto | Olmedo          | 2 - 1     | Emelec             |
| 3 de agosto | Barcelona       | 2 - 1     | Aucas              |

| Fecha 2     | Fecha 2            | Fecha 2   | Fecha 2          |
| Fecha       | Equipo Local       | Resultado | Equipo Visitante |
| ----------- | ------------------ | --------- | ---------------- |
| 5 de agosto | El Nacional        | 2 - 1     | Barcelona        |
| 5 de agosto | Aucas              | 1 - 0     | Delfín           |
| 5 de agosto | Macará             | 1 - 1     | Espoli           |
| 5 de agosto | Liga de Portoviejo | 0 - 1     | Olmedo           |
| 5 de agosto | Emelec             | 1 - 0     | Deportivo Quito  |

| Fecha 3      | Fecha 3         | Fecha 3   | Fecha 3            |
| Fecha        | Equipo Local    | Resultado | Equipo Visitante   |
| ------------ | --------------- | --------- | ------------------ |
| 18 de agosto | Delfín          | 2 - 6     | Emelec             |
| 18 de agosto | Espoli          | 1 - 1     | Aucas              |
| 18 de agosto | Barcelona       | 3 - 1     | Macará             |
| 19 de agosto | Deportivo Quito | 6 - 1     | Liga de Portoviejo |
| 19 de agosto | Olmedo          | 0 - 0     | El Nacional        |

| Fecha 4      | Fecha 4            | Fecha 4   | Fecha 4          |
| Fecha        | Equipo Local       | Resultado | Equipo Visitante |
| ------------ | ------------------ | --------- | ---------------- |
| 22 de agosto | Espoli             | 2 - 0     | Delfín           |
| 22 de agosto | Emelec             | 1 - 0     | El Nacional      |
| 22 de agosto | Macará             | 0 - 0     | Olmedo           |
| 23 de agosto | Liga de Portoviejo | 0 - 0     | Barcelona        |
| 24 de agosto | Aucas              | 3 - 1     | Deportivo Quito  |

| Fecha 5      | Fecha 5         | Fecha 5   | Fecha 5            |
| Fecha        | Equipo Local    | Resultado | Equipo Visitante   |
| ------------ | --------------- | --------- | ------------------ |
| 26 de agosto | El Nacional     | 5 - 0     | Liga de Portoviejo |
| 26 de agosto | Deportivo Quito | 2 - 1     | Espoli             |
| 26 de agosto | Olmedo          | 1 - 0     | Aucas              |
| 26 de agosto | Delfín          | 1 - 2     | Macará             |
| 26 de agosto | Barcelona       | 1 - 0     | Emelec             |

| Fecha 6         | Fecha 6            | Fecha 6   | Fecha 6          |
| Fecha           | Equipo Local       | Resultado | Equipo Visitante |
| --------------- | ------------------ | --------- | ---------------- |
| 8 de septiembre | Liga de Portoviejo | 2 - 3     | Delfín           |
| 9 de septiembre | Aucas              | 3 - 2     | El Nacional      |
| 9 de septiembre | Espoli             | 0 - 0     | Olmedo           |
| 9 de septiembre | Macará             | 3 - 1     | Emelec           |
| 9 de septiembre | Barcelona          | 1 - 1     | Deportivo Quito  |

| Fecha 7          | Fecha 7            | Fecha 7   | Fecha 7          |
| Fecha            | Equipo Local       | Resultado | Equipo Visitante |
| ---------------- | ------------------ | --------- | ---------------- |
| 12 de septiembre | Emelec             | 1 - 0     | Espoli           |
| 12 de septiembre | Olmedo             | 0 - 1     | Barcelona        |
| 13 de septiembre | Deportivo Quito    | 2 - 1     | Delfín           |
| 13 de septiembre | El Nacional        | 1 - 1     | Macará           |
| 13 de septiembre | Liga de Portoviejo | 3 - 1     | Aucas            |

| Fecha 8          | Fecha 8      | Fecha 8   | Fecha 8            |
| Fecha            | Equipo Local | Resultado | Equipo Visitante   |
| ---------------- | ------------ | --------- | ------------------ |
| 16 de septiembre | El Nacional  | 5 - 2     | Deportivo Quito    |
| 16 de septiembre | Aucas        | 0 - 0     | Emelec             |
| 16 de septiembre | Macará       | 4 - 0     | Liga de Portoviejo |
| 16 de septiembre | Delfín       | 1 - 3     | Olmedo             |
| 16 de septiembre | Barcelona    | 1 - 1     | Espoli             |

| Fecha 9          | Fecha 9      | Fecha 9   | Fecha 9            |
| Fecha            | Equipo Local | Resultado | Equipo Visitante   |
| ---------------- | ------------ | --------- | ------------------ |
| 19 de septiembre | Olmedo       | 1 - 3     | Deportivo Quito    |
| 19 de septiembre | Espoli       | 2 - 2     | El Nacional        |
| 19 de septiembre | Aucas        | 0 - 2     | Macará             |
| 19 de septiembre | Delfín       | 0 - 0     | Barcelona          |
| 20 de septiembre | Emelec       | 2 - 0     | Liga de Portoviejo |

| Fecha 10         | Fecha 10           | Fecha 10  | Fecha 10         |
| Fecha            | Equipo Local       | Resultado | Equipo Visitante |
| ---------------- | ------------------ | --------- | ---------------- |
| 23 de septiembre | El Nacional        | 1 - 1     | Espoli           |
| 23 de septiembre | Deportivo Quito    | 2 - 1     | Olmedo           |
| 23 de septiembre | Macará             | 1 - 0     | Aucas            |
| 23 de septiembre | Barcelona          | 2 - 0     | Delfín           |
| 23 de septiembre | Liga de Portoviejo | 1 - 2     | Emelec           |

| Fecha 11         | Fecha 11           | Fecha 11  | Fecha 11         |
| Fecha            | Equipo Local       | Resultado | Equipo Visitante |
| ---------------- | ------------------ | --------- | ---------------- |
| 26 de septiembre | Espoli             | 1 - 2     | Barcelona        |
| 26 de septiembre | Deportivo Quito    | 1 - 1     | El Nacional      |
| 26 de septiembre | Liga de Portoviejo | 2 - 2     | Macará           |
| 26 de septiembre | Olmedo             | 7 - 0     | Delfín           |
| 28 de septiembre | Emelec             | 3 - 0     | Aucas            |

| Fecha 12      | Fecha 12     | Fecha 12  | Fecha 12           |
| Fecha         | Equipo Local | Resultado | Equipo Visitante   |
| ------------- | ------------ | --------- | ------------------ |
| 9 de octubre  | Barcelona    | 1 - 0     | Olmedo             |
| 10 de octubre | Delfín       | 3 - 2     | Deportivo Quito    |
| 10 de octubre | Aucas        | 6 - 0     | Liga de Portoviejo |
| 10 de octubre | Macará       | 0 - 1     | El Nacional        |
| 12 de octubre | Espoli       | 1 - 2     | Emelec             |

| Fecha 13      | Fecha 13        | Fecha 13  | Fecha 13           |
| Fecha         | Equipo Local    | Resultado | Equipo Visitante   |
| ------------- | --------------- | --------- | ------------------ |
| 14 de octubre | Deportivo Quito | 2 - 2     | Barcelona          |
| 14 de octubre | El Nacional     | 1 - 2     | Aucas              |
| 14 de octubre | Olmedo          | 0 - 1     | Espoli             |
| 14 de octubre | Delfín          | 3 - 2     | Liga de Portoviejo |
| 14 de octubre | Emelec          | 1 - 0     | Macará             |

| Fecha 14      | Fecha 14           | Fecha 14  | Fecha 14         |
| Fecha         | Equipo Local       | Resultado | Equipo Visitante |
| ------------- | ------------------ | --------- | ---------------- |
| 17 de octubre | Espoli             | 0 - 2     | Deportivo Quito  |
| 17 de octubre | Liga de Portoviejo | 2 - 1     | El Nacional      |
| 17 de octubre | Aucas              | 1 - 1     | Olmedo           |
| 17 de octubre | Macará             | 2 - 1     | Delfín           |
| 19 de octubre | Emelec             | 0 - 1     | Barcelona        |

| Fecha 15      | Fecha 15        | Fecha 15  | Fecha 15           |
| Fecha         | Equipo Local    | Resultado | Equipo Visitante   |
| ------------- | --------------- | --------- | ------------------ |
| 20 de octubre | Delfín          | 3 - 2     | Espoli             |
| 21 de octubre | El Nacional     | 0 - 0     | Emelec             |
| 21 de octubre | Deportivo Quito | 2 - 0     | Aucas              |
| 21 de octubre | Olmedo          | 0 - 1     | Macará             |
| 21 de octubre | Barcelona       | 3 - 1     | Liga de Portoviejo |

| Fecha 16      | Fecha 16           | Fecha 16  | Fecha 16         |
| Fecha         | Equipo Local       | Resultado | Equipo Visitante |
| ------------- | ------------------ | --------- | ---------------- |
| 23 de octubre | Macará             | 0 - 0     | Barcelona        |
| 23 de octubre | Aucas              | 1 - 0     | Espoli           |
| 23 de octubre | Liga de Portoviejo | 1 - 2     | Deportivo Quito  |
| 23 de octubre | El Nacional        | 1 - 0     | Olmedo           |
| 23 de octubre | Emelec             | 1 - 0     | Delfín           |

| Fecha 17      | Fecha 17        | Fecha 17  | Fecha 17           |
| Fecha         | Equipo Local    | Resultado | Equipo Visitante   |
| ------------- | --------------- | --------- | ------------------ |
| 25 de octubre | Barcelona       | 1 - 1     | El Nacional        |
| 25 de octubre | Delfín          | 1 - 0     | Aucas              |
| 25 de octubre | Espoli          | 2 - 0     | Macará             |
| 25 de octubre | Olmedo          | 4 - 2     | Liga de Portoviejo |
| 25 de octubre | Deportivo Quito | 2 - 0     | Emelec             |

| Fecha 18      | Fecha 18           | Fecha 18  | Fecha 18         |
| Fecha         | Equipo Local       | Resultado | Equipo Visitante |
| ------------- | ------------------ | --------- | ---------------- |
| 28 de octubre | Liga de Portoviejo | 3 - 0     | Espoli           |
| 28 de octubre | Macará             | 2 - 1     | Deportivo Quito  |
| 28 de octubre | Aucas              | 2 - 1     | Barcelona        |
| 28 de octubre | El Nacional        | 5 - 2     | Delfín           |
| 28 de octubre | Emelec             | 3 - 0     | Olmedo           |

### Tabla de posiciones
|  |  |     | Equipo             | PJ | PG | PE | PP | GF | GC | DG  | PTS | PB |
|  |  | --- | ------------------ | -- | -- | -- | -- | -- | -- | --- | --- | -- |
|  |  | 1.  | Emelec             | 18 | 11 | 2  | 5  | 25 | 13 | +12 | 35  | 3  |
|  |  | 2.  | Barcelona          | 18 | 9  | 7  | 2  | 23 | 13 | +10 | 34  | 2  |
|  |  | 3.  | Deportivo Quito    | 18 | 10 | 3  | 5  | 35 | 25 | +10 | 33  | 1  |
|  |  | 4.  | Macará             | 18 | 8  | 5  | 5  | 23 | 17 | +6  | 29  |    |
|  |  | 5.  | El Nacional        | 18 | 7  | 7  | 4  | 31 | 20 | +11 | 28  |    |
|  |  | 6.  | Aucas              | 18 | 7  | 3  | 8  | 22 | 22 | 0   | 24  |    |
|  |  | 7.  | Olmedo             | 18 | 6  | 4  | 8  | 21 | 18 | +3  | 22  |    |
|  |  | 8.  | Espoli             | 18 | 4  | 6  | 8  | 20 | 23 | -3  | 18  |    |
|  |  | 9.  | Delfín             | 18 | 5  | 1  | 12 | 22 | 43 | -21 | 16  |    |
|  |  | 10. | Liga de Portoviejo | 18 | 3  | 2  | 13 | 21 | 49 | -28 | 11  |    |

PJ = Partidos jugados; PG = Partidos ganados; PE = Partidos empatados; PP = Partidos perdidos; GF = Goles a favor; GC = Goles en contra; DG = Diferencia de gol; PTS = Puntos; PB = Puntos de bonificación
|  | Clasificaron a la Liguilla Final. |

## Tabla acumulada
|  |  |     | Equipo             | PJ | PG | PE | PP | GF | GC | DG  | PTS |
|  |  | --- | ------------------ | -- | -- | -- | -- | -- | -- | --- | --- |
|  |  | 1.  | El Nacional        | 36 | 18 | 11 | 7  | 64 | 40 | +24 | 65  |
|  |  | 2.  | Emelec             | 36 | 17 | 8  | 11 | 50 | 41 | +9  | 59  |
|  |  | 3.  | Barcelona          | 36 | 14 | 13 | 9  | 41 | 31 | +10 | 55  |
|  |  | 4.  | Macará             | 36 | 15 | 9  | 12 | 48 | 37 | +11 | 54  |
|  |  | 5.  | Olmedo             | 36 | 16 | 6  | 14 | 48 | 41 | +7  | 54  |
|  |  | 6.  | Espoli             | 36 | 13 | 11 | 12 | 54 | 45 | +9  | 50  |
|  |  | 7.  | Aucas              | 36 | 12 | 13 | 11 | 38 | 35 | +3  | 49  |
|  |  | 8.  | Deportivo Quito    | 36 | 13 | 7  | 16 | 51 | 58 | -7  | 46  |
|  |  | 9.  | Delfín             | 36 | 10 | 6  | 20 | 44 | 74 | -30 | 36  |
|  |  | 10. | Liga de Portoviejo | 36 | 7  | 6  | 23 | 38 | 74 | -36 | 27  |

PJ = Partidos jugados; PG = Partidos ganados; PE = Partidos empatados; PP = Partidos perdidos; GF = Goles a favor; GC = Goles en contra; DG = Diferencia de gol; PTS = Puntos
|  | Descendieron a la Serie B. |

## Liguilla final

### Partidos y resultados
| Fecha 1         | Fecha 1      | Fecha 1   | Fecha 1          |
| Fecha           | Equipo Local | Resultado | Equipo Visitante |
| --------------- | ------------ | --------- | ---------------- |
| 18 de noviembre | Espoli       | 2 - 2     | Olmedo           |
| 18 de noviembre | El Nacional  | 6 - 0     | Emelec           |
| 18 de noviembre | Barcelona    | 2 - 0     | Deportivo Quito  |

| Fecha 2         | Fecha 2         | Fecha 2   | Fecha 2          |
| Fecha           | Equipo Local    | Resultado | Equipo Visitante |
| --------------- | --------------- | --------- | ---------------- |
| 21 de noviembre | Deportivo Quito | 2 - 2     | El Nacional      |
| 21 de noviembre | Emelec          | 0 - 0     | Espoli           |
| 21 de noviembre | Olmedo          | 2 - 0     | Barcelona        |

| Fecha 3         | Fecha 3         | Fecha 3   | Fecha 3          |
| Fecha           | Equipo Local    | Resultado | Equipo Visitante |
| --------------- | --------------- | --------- | ---------------- |
| 23 de noviembre | Barcelona       | 0 - 1     | Emelec           |
| 23 de noviembre | El Nacional     | 2 - 1     | Espoli           |
| 23 de noviembre | Deportivo Quito | 2 - 2     | Olmedo           |

| Fecha 4         | Fecha 4      | Fecha 4   | Fecha 4          |
| Fecha           | Equipo Local | Resultado | Equipo Visitante |
| --------------- | ------------ | --------- | ---------------- |
| 28 de noviembre | Barcelona    | 0 - 0     | El Nacional      |
| 28 de noviembre | Espoli       | 0 - 2     | Deportivo Quito  |
| 28 de noviembre | Olmedo       | 1 - 0     | Emelec           |

| Fecha 5        | Fecha 5      | Fecha 5   | Fecha 5          |
| Fecha          | Equipo Local | Resultado | Equipo Visitante |
| -------------- | ------------ | --------- | ---------------- |
| 2 de diciembre | El Nacional  | 0 - 0     | Olmedo           |
| 2 de diciembre | Espoli       | 1 - 1     | Barcelona        |
| 2 de diciembre | Emelec       | 4 - 0     | Deportivo Quito  |

| Fecha 6        | Fecha 6         | Fecha 6   | Fecha 6          |
| Fecha          | Equipo Local    | Resultado | Equipo Visitante |
| -------------- | --------------- | --------- | ---------------- |
| 9 de diciembre | Olmedo          | 1 - 0     | El Nacional      |
| 9 de diciembre | Deportivo Quito | 0 - 3     | Emelec           |
| 9 de diciembre | Barcelona       | 2 - 1     | Espoli           |

| Fecha 7         | Fecha 7         | Fecha 7   | Fecha 7          |
| Fecha           | Equipo Local    | Resultado | Equipo Visitante |
| --------------- | --------------- | --------- | ---------------- |
| 11 de diciembre | Emelec          | 2 - 1     | Olmedo           |
| 12 de diciembre | El Nacional     | 2 - 0     | Barcelona        |
| 12 de diciembre | Deportivo Quito | 1 - 0     | Espoli           |

| Fecha 8         | Fecha 8      | Fecha 8   | Fecha 8          |
| Fecha           | Equipo Local | Resultado | Equipo Visitante |
| --------------- | ------------ | --------- | ---------------- |
| 16 de diciembre | Emelec       | 1 - 0     | Barcelona        |
| 16 de diciembre | Espoli       | 0 - 3     | El Nacional      |
| 16 de diciembre | Olmedo       | 4 - 1     | Deportivo Quito  |

| Fecha 9         | Fecha 9      | Fecha 9   | Fecha 9          |
| Fecha           | Equipo Local | Resultado | Equipo Visitante |
| --------------- | ------------ | --------- | ---------------- |
| 18 de diciembre | Espoli       | 3 - 1     | Emelec           |
| 19 de diciembre | Barcelona    | 1 - 1     | Olmedo           |
| 19 de diciembre | El Nacional  | 1 - 0     | Deportivo Quito  |

| Fecha 10        | Fecha 10        | Fecha 10  | Fecha 10         |
| Fecha           | Equipo Local    | Resultado | Equipo Visitante |
| --------------- | --------------- | --------- | ---------------- |
| 23 de diciembre | Emelec (C)      | 1 - 0     | El Nacional      |
| 23 de diciembre | Deportivo Quito | 1 - 0     | Barcelona        |
| 23 de diciembre | Olmedo          | 1 - 0     | Espoli           |

### Tabla de posiciones
|      |  |    | Equipo          | PJ | PG | PE | PP | GF | GC | DG  | PTS | PB |
| ---- |  | -- | --------------- | -- | -- | -- | -- | -- | -- | --- | --- | -- |
| (C)  |  | 1. | Emelec          | 10 | 6  | 1  | 3  | 13 | 11 | +2  | 22  | 3  |
| (SC) |  | 2. | El Nacional     | 10 | 5  | 3  | 2  | 16 | 5  | +11 | 21  | 3  |
|      |  | 3. | Olmedo          | 10 | 5  | 4  | 1  | 15 | 8  | +7  | 20  | 1  |
|      |  | 4. | Barcelona       | 10 | 2  | 3  | 5  | 6  | 10 | -4  | 11  | 2  |
|      |  | 5. | Deportivo Quito | 10 | 3  | 2  | 5  | 9  | 18 | -9  | 11  | 0  |
|      |  | 6. | Espoli          | 10 | 1  | 3  | 6  | 8  | 15 | -7  | 8   | 2  |

PJ = Partidos jugados; PG = Partidos ganados; PE = Partidos empatados; PP = Partidos perdidos; GF = Goles a favor; GC = Goles en contra; DG = Diferencia de gol; PTS = Puntos; PB = Puntos de bonificación
| (C)  | Campeón, clasificado para la Copa Libertadores 2002.    |
| (SC) | Subcampeón, clasificado para la Copa Libertadores 2002. |
|      | Clasificó a la Copa Libertadores 2002.                  |

### Campeón
|                                      |
|                                      |
| Campeón Club Sport Emelec 9.º título |

## Goleadores
| Jugador               | Equipo          | Goles |
| --------------------- | --------------- | ----- |
| Carlos Alberto Juárez | Emelec          | 17    |
| Mario Álvarez         | Deportivo Quito | 16    |
| Julio César Gómez     | Olmedo          | 16    |
| Flavio Barros         | Barcelona       | 15    |
| Christian Lara        | El Nacional     | 15    |
| Fabián Cubero         | Espoli          | 13    |